# Neodythemis preussi
Neodythemis preussi – gatunek ważki z rodziny ważkowatych (Libellulidae).